# Barnala
Barnala là một thành phố và là nơi đặt hội đồng đô thị (municipal council) của quận Sangrur thuộc bang Punjab, Ấn Độ.

## Địa lý
Barnala có vị trí 30°23′B 75°33′Đ / 30,38°B 75,55°Đ Nó có độ cao trung bình là 227 mét (744 foot).

## Nhân khẩu
Theo điều tra dân số năm 2001 của Ấn Độ, Barnala có dân số 96.397 người. Phái nam chiếm 54% tổng số dân và phái nữ chiếm 46%. Barnala có tỷ lệ 65% biết đọc biết viết, cao hơn tỷ lệ trung bình toàn quốc là 59,5%: tỷ lệ cho phái nam là 70%, và tỷ lệ cho phái nữ là 60%. Tại Barnala, 12% dân số nhỏ hơn 6 tuổi.